# زمین‌لرزه ۱۹۸۶ ورانتسئا
زمین‌لرزه ورانتسئا  در تاریخ ۳۰ اوت ۱۹۸۶ میلادی، برابر با ‎۸ شهریور ۱۳۶۵، ساعت ۲۱:۲۸:۳۵ به زمان یوتی‌سی در رومانی ، منطقه ورانتسئا رخ داد. ژرفای این زلزله ۱۳۵٫۸ کیلومتر بود، و بزرگی آن ۷٫۲ در مقیاس Mw اعلام شده‌است. زمین‌لرزه به وقت محلی در روز شنبه، ساعت ۲۳ روی داده و منطقه زمانی آن یوتی‌سی +۲ بوده‌است (با لحاظ تغییر ساعت تابستانی).
سازمان زمین‌شناسی آمریکا نیز رومرکز این زمین‌لرزه را در مختصات ۴۵°۳۲′۴۹″شمالی ۲۶°۱۸′۵۸″شرقی / ۴۵٫۵۴۷°شمالی ۲۶٫۳۱۶°شرقی و ژرفای آنرا در ۱۳۲ کیلومتر گزارش کرده‌است. بزرگی برگزیدهٔ این سازمان از میان بزرگیهای محاسبه‌شدهٔ مختلف ۶٫۹ در مقیاس Ms بوده و از دید اثر، در میان چهار دسته‌بندی «نامحسوس»، «محسوس»، «زیان‌آور» یا «با تلفات»، زلزله را «با تلفات» اعلام کرده‌است.نزدیک به ۵۵۰۰۰ ساختمان در زمین‌لرزه آسیب دیده‌است.
پروژهٔ «تنسور گشتاور مرکزوار» زاویه‌های (راستا، شیب، ریک) گسل سازندهٔ زمین‌لرزه و صفحه عمود بر آنرا (°۳۹، °۱۹، °۷۰) یا (°۲۴۰، °۷۲، °۹۷) و نوع گسل را «معکوس» فرارسانده‌است.
شمار کشتگان زلزله حدود ۲ نفر بوده‌است.تعداد زخمیان ۵۵۸ نفر برآورده شده‌است.بی‌خانمان شدگان نیز ۱۲۵۰۰ نفر اعلام شده‌است.